# Hans-Sachs-Straße (München)
Die Hans-Sachs-Straße ist eine Straße im Münchner Glockenbachviertel. Sie verläuft von der Müllerstraße bis zur Westermühlstraße.

## Beschreibung
Die etwa 250 m lange Hans-Sachs-Straße wurde erst recht spät durch die Privatinitiative von Heinrich Lempuhl erschlossen. Die 1897–1900 entstandenen neobarocken Häuser waren von vornherein für eine gehobene Klientel geplant und über dem hier üblichen Standard, etwa mit Bädern, ausgestattet. In den Jahren um 1900 bestand hier (Hausnummern 1 bzw. 14) der Kunstverlag des Fotografen Lorenz Fränzl, der später nach Bozen zog. 1981 wurden die schönen Fassaden unter Ensembleschutz gestellt.
1912 eröffnete in der Straße das Kino Neues Arena seine Pforten. Heute ist es eines der letzten kleinen Kinos Münchens. Es ist jetzt ein anspruchsvolles Programmkino und hat dafür seit 2005 mehrmals den Kinoprogrammpreis der Landeshauptstadt bekommen. Von 1872 bis 1961 grenzte an die Hans-Sachs-Straße das Kil’s Colosseum. An der Hans-Sachs-Straße 14 befand sich das Hans-Sachs-Bad. Seit 1987 (zur Feier des fünfjährigen Bestehens des Sub – Schwules Kommunikations- und Kulturzentrum München) findet in der Hans-Sachs-Straße jährlich das schwule Hans-Sachs-Straßenfest statt.
Die Straße ist nach dem Nürnberger Schuhmacher, Spruchdichter, Meistersinger und Dramatiker Hans Sachs benannt.

## Ensembleschutz
Als malerischer Straßenraum des späten Historismus, der sein ursprüngliches Erscheinungsbild noch weitgehend bewahrt hat und in dieser Form in München keine Parallele hat, ist die Hans-Sachs-Straße ein Ensemble. Es handelt sich um einen zwischen der Isarvorstadt und dem Glockenbachviertel gelegenen Straßenzug, der 1897 durch älteres und unregelmäßig strukturiertes Bebauungsgebiet durchgebrochen wurde und eine Verbindung herstellte zwischen Angertor- und Westermühlstraße. Innerhalb von drei Jahren, zwischen 1897 und 1900, wurden durch acht Architekten und Baumeister in geschlossener Bauweise stattliche fünfgeschossige Mietshäuser errichtet, wobei häufig die Baumeister auch die Hausbesitzer waren oder für andere Baumeister als Besitzer bauten. Die in leichter Krümmung geführte Hans-Sachs-Straße zeigt beidseitig Fassaden im Stile der Deutschen Renaissance und des Neubarocks, die durch ihre stark vorspringenden Erker mit den Zwerchhäusern und hohen Giebelaufsätzen eine stark plastische Wirkung erzielen, was durch reiche Stuckornamentik und Stuckgliederungen noch gesteigert wird. Die Portal- und Fensteröffnungen der Erdgeschosse sind häufig rund- oder segmentbogig, die Eingangsportale selbst zum Teil reich geschnitzt. Im Zusammenspiel der aufwändigen Gestaltungselemente entsteht ein eindrucksvoll geschlossenes und lebendiges Raumbild von stark malerischem Charakter. Von besonderer städtebaulicher Bedeutung ist das den südlichen Abschluss der Straße bildende spitzwinklig zulaufende Eckhaus Nr. 17 mit seinen über Eck gestellten Erkern und seiner reichen Gliederung in Stilformen des Neubarocks (E-1-62-000-23; siehe auch Liste der Baudenkmäler in der Isarvorstadt).